# Volfartice
Volfartice település Csehországban, Česká Lípa-i járásban. Volfartice Slunečná, Žandov, Stružnice, Česká Kamenice, Velká Bukovina, Horní Libchava és Nový Oldřichov településekkel határos. Lakosainak száma 743 fő (2024. január 1.).

## Népesség
A település lakosságának változását az alábbi diagram mutatja:
| Lakosok száma | 2448 | 2127 | 1579 | 890  | 669  | 595  | 678  | 696  | 713  | 743  |
|               | 1869 | 1890 | 1921 | 1950 | 1980 | 2001 | 2017 | 2019 | 2022 | 2024 |